# نزاع جزيرة توزلا 2003

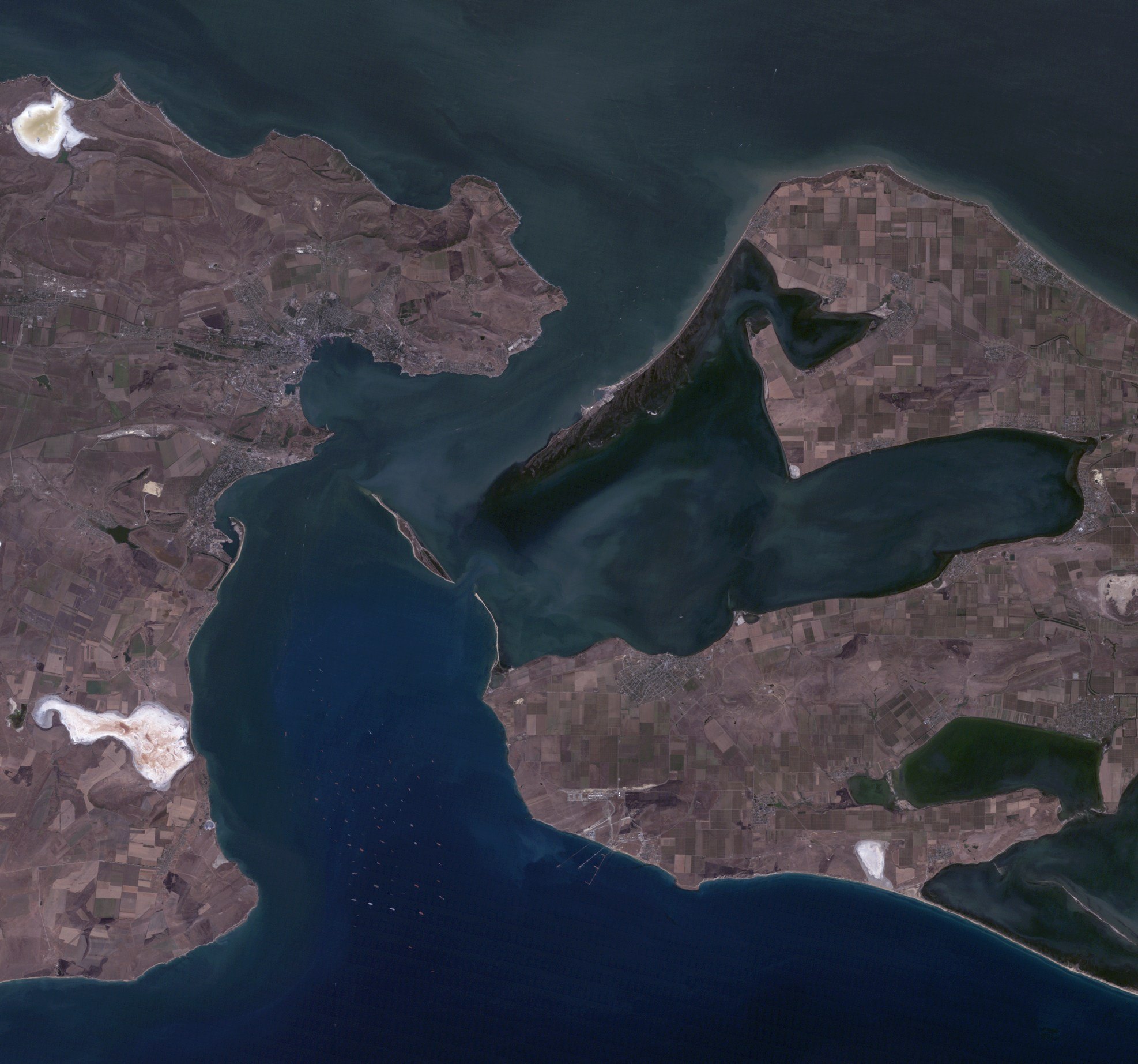
مضيق كيرتش في عام 2011 يصور تضاريس شاسعة تمتد من الساحل الروسي باتجاه الجزيرة

نزاع جزيرة توزلا 2003 هو نزاع إقليمي حول ملكية جزيرة توزلا بين أوكرانيا وروسيا في أكتوبر 2003. زعمت السلطات الروسية أن نقل شبه جزيرة القرم عام 1954 إلى أوكرانيا لم يشمل سوى الأجزاء القارية من القرم، مع أن جزيرة توزلا كانت جزءً إداريًا من شبه الجزيرة منذ عام 1941.

## الأحداث
بدأ الجانب الروسي في بناء سد من شبه جزيرة تامان باتجاه الجزيرة لإحياء شبه الجزيرة المتآكلة دون أي مشاورات أولية مع سلطات الحكومة الأوكرانية. تم تعليق السد الذي يبلغ طوله عند النقطة المحددة على الحدود الروسية الأوكرانية، والمسافة بين السد والجزيرة الآن بعد بناء 3.8  كيلومترًا 1,200 متر (3,900 قدم). أدى بناء السد إلى زيادة شدة التيار في المضيق وتدهور حالة الجزيرة. ولمنع التدهور، قامت حكومة أوكرانيا بتمويل الأعمال الأرضية لتعميق قاع المضيق. كان سبب هذه الأعمال البرية هو منع السفن الروسية من دفع رسوم لأوكرانيا لعبور مضيق كيرتش، الذي يعتبر من المياه الإقليمية لأوكرانيا. رفضت أوكرانيا الاعتراف بالمضيق كمياه داخلية لكلا البلدين حتى عام 2003.
في 21 أكتوبر 2003، اعتقلت دائرة الحدود الأوكرانية زورق القطر الروسي Truzhenik الذي عبر حدود دولة أوكرانيا والذي قام بمراقبة الجزيرة بالصور والفيديو. بعد الحادث، تم وضع بروتوكول خاص وتم تسليم السفينة إلى سلطات الحدود الروسية. في 23 أكتوبر 2003، أصدر البرلمان الأوكراني قرارًا «للقضاء على تهديد لوحدة أراضي أوكرانيا نتيجة قيام الاتحاد الروسي ببناء سد في مضيق كيرتش». تم تشكيل لجنة برلمانية خاصة مؤقتة للتحقيق في القضية بشكل أكثر شمولًا.
في 30 و31 أكتوبر 2003، بدأت المحادثات بين أوكرانيا وروسيا والتي أدت إلى تعليق بناء السد. وبسبب الصراع، تم إنشاء محطة دورية حدودية لأوكرانيا في الجزيرة في 2 ديسمبر 2003. لقد أصدر مجلس الوزراء الأوكراني في 5 ديسمبر 2003 الأمر رقم 735p فيما يتعلق بالتدابير العاجلة لإنقاذ الجزيرة. في 4 يوليو 2004، أصدر مجلس الوزراء الأوكراني الأمر رقم 429p، والذي توقع بناء هياكل تعزيز الشواطئ ونقل السكان من مناطق الفيضانات.

## العواقب
بعد نزاع عام 2003، أمر المجلس الأعلى لشبه جزيرة القرم بإنشاء مستوطنة جديدة في الجزيرة. ومع ذلك، رفضت إدارة مدينة كيرتش في 6 سبتمبر 2006 إنشاء مثل هذه التسوية، لأنها تتعارض مع التكوين الإداري الإقليمي للمدينة.
تبلغ المسافة إلى السد غير المكتمل الذي يمتد من شبه جزيرة تامان حوالي 100 متر (330 قدم)، مع عمق المياه على طول السابق الضحل لا يزيد عن 60 سنتيمتر (24 بوصة).
تم حل الخلافات حول حق المرور من خلال اتفاقية ثنائية عام 2003 بشأن التعاون في استخدام بحر آزوف ومضيق كيرتش، مما جعل هذه المسطحات المائية مشتركة في المياه الداخلية لكلا البلدين، ولكن نشأت توترات جديدة بعد ضم الاتحاد الروسي للقرم عام 2014.